# Памятник Лобачевскому (Казань)
Памятник Лобачевскому — памятник выдающемуся математику, деятелю университетского образования и народного просвещения Российской империи Николаю Ивановичу Лобачевскому, открытый в Казани 1 сентября 1896 года. Находится в сквере Лобачевского, расположенном на Кремлёвской улице у начала улицы Лобачевского.

## Описание памятника
Бюст Лобачевского решён в традициях психологического скульптурного портрета второй половины XIX века.
Отправной точкой автору памятника послужил портрет математика работы неизвестного художника, хранившийся в Казанском университете, на котором Лобачевский изображен в сюртуке с высоким воротом, чёрном галстуке.
Скульптором выбраны пластические средства в соответствии с замыслом изобразить состояние сосредоточенности, собранности, активную работу мысли учёного. Оно передано лёгким наклоном головы, как бы ушедшим в себя взглядом, глубокими морщинами, избороздившими лоб, плотно сжатыми губами. В целом, лепка портрета отличается выразительностью и точностью проработки формы.
Бюст установлен на постаменте из чёрного полированного гранита колоннообразной формы, покоящемся на прямоугольном, почти кубическом основании в две ступени.
Постамент украшен накладными бронзовыми деталями: эмблемой геометрии — транспортиром и циркулем, а также лавровой ветвью.
Ниже них находится надпись: «Математик Николай Иванович Лобачевский. Ум. 12/II-1856 г. на 63 году».

## История памятника

### Идея памятника
В конце XIX века А. В. Васильев, председатель Казанского физико-математического общества, содействовал изданию «Полного собрания сочинений по геометрии» Н. И. Лобачевского (1883—1886), начав пропаганду его идей.
Казанское физико-математическое общество обращалось через попечителя Казанского учебного округа с ходатайством к Министерству народного просвещения о разрешении открыть всероссийскую подписку для образования капитала имени покойного профессора Н. И. Лобачевского для выдачи премии за лучшие сочинения по математике. При этом, общество также просило разрешить поставить бюст Лобачевского в здании университета.
В 1891 году министерство удовлетворило эти ходатайства, в связи с чем Физико-математическое общество открыло подписку для указанных целей, начав юбилейную кампанию.
В 1893 году в Казани широко отмечалось 100-летие со дня рождения Н. И. Лобачевского, как великого русского математика — создателя неевклидовой геометрии, который был одним из первых выпускников Казанского императорского университета, и преподавал там в течение 40 лет, в том числе 19 лет являлся его ректором.
Во время этих юбилейных торжеств было принято решение об увековечивании памяти Н. И. Лобачевского в городе. Улицы Почтамтская и Баратаевская были объединены и названы его именем. У её начала от Воскресенской улицы и недавно построенного собора был разбит сквер, в котором планировалась установка памятника. Кроме того, было отреставрировано надгробие могилы Лобачевского на Арском кладбище.
Вопрос об установке памятника Н. И. Лобачевскому обсуждался на заседании городской думы 25 мая 1893 года. 22 октября 1893 года казанский городской голова С. В. Дяченко также призвал начать сбор средств на его установку. Городская дума поддержала предложение о памятнике, создав специальную комиссию из трёх гласных думы и трёх представителей физико-математического общества при Казанском университете:266.

### Открытие памятника

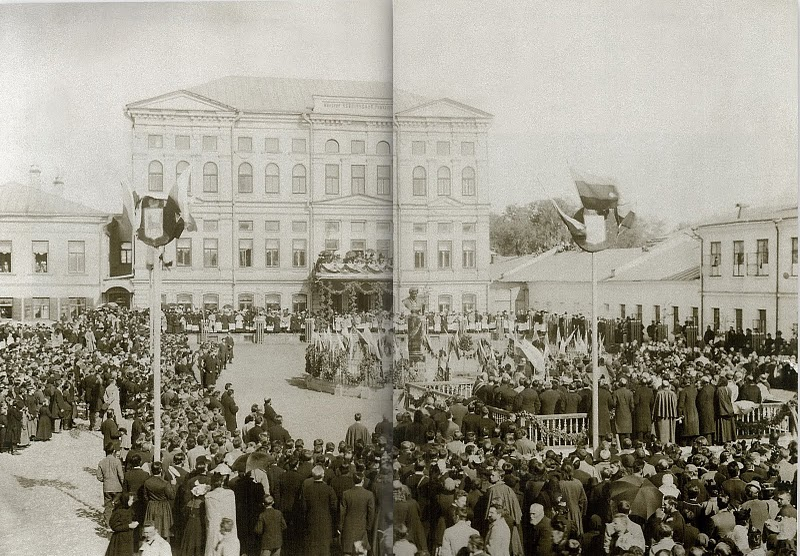
Торжественное открытие памятника Н. И. Лобачевскому в Казани 1 сентября 1896 года.

Сооружение памятника финансировало Физико-математическое общество, получившее деньги от российских и зарубежных пожертвователей: научных обществ (например, Лондонского королевского общества), учебных заведений и частных лиц, а также общество Московско-Казанской железной дороги, наследники Алафузова, купца Е. А. Зайцева, братья Никитины, П. И. и И. И. Александровы и другие казанские меценаты.
Изготовление бюста Лобачевского было заказано скульптору Марии Львовне Диллон, выпускнице Академии художеств 1888 года с золотой медалью. Архитектором памятника выступил Н. Н. Игнатьев. Стоимость работ оценена в 3300 рублей:266.
Высочайшее соизволение на установку памятника было получено 18 января 1896 года. Он был установлен в сквере Лобачевского и лицевой стороной обращён в сторону ректорского дома, где Н. И. Лобачевский жил будучи ректором Казанского университета.
1 сентября 1896 года при скоплении большого числа народу состоялось торжественное открытие бюста-памятника. С основной речью выступил А. В. Васильев. На торжестве присутствовали: дочь Лобачевского — В. Н. Ахлопкова, его ученики — сенатор А. П. Безобразов, попечитель Казанского учебного округа Б. А. Попов и другие.
Затем празднование «Дня Лобачевского» было продолжено в университете торжественными заседаниями учёного совета университета и физико-математического общества, на которых были зачитаны приветствия от различных учреждений, сообщения от иностранных учёных.

### Последующая история

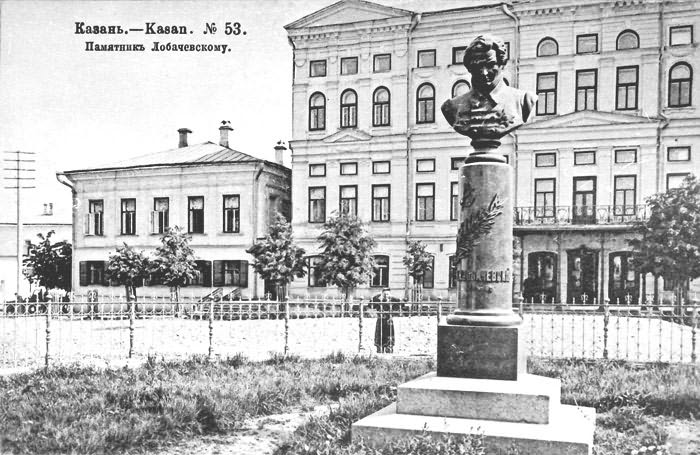
Памятник Лобачевскому на фоне Ксенинской женской гимназии в начале XX века.

В 1902 году предположительно психически больным Александром Семёновым от венка памятника Лобачевскому был отломан кусок бронзы.
В 1930-е годы были утрачены накладные бронзовые детали постамента. При реставрации памятника во второй половине XX века они были частично восстановлены, хотя следы от места крепления букв прежней надписи до сих пор различимы.
Постановлением Совета Министров ТАССР от 30 октября 1959 года памятник Лобачевскому был поставлен на республиканский учёт и охрану как памятник искусства имеющий всесоюзное значение.
В 1960 году памятник Лобачевскому был включён в список памятников искусства РСФСР, подлежащих охране как памятники государственного значения.